# Руководство по сексу на втором свидании
«Руководство по сексу на втором свидании» (англ. A Guide to Second Date Sex) — британская романтическая комедия режиссёра Рэйчел Хиронс, вышедшая на экраны в 2019 году. Главные роли исполнили: Александра Роуч, Джордж Маккей, Майкл Соча, Наоми Уиллоу и другие. Фильм основан на одноимённой пьесе драматурга Рэйчел Хиронс, премьера спектакля состоялась в лондонском Театре Сохо, а позднее была показана на Ежегодном фестивале искусств «Фридж», проходящем в Эдинбурге (Шотландия).
По сюжету фильма — главные герои Лора и Райан, которые полностью разбиты предыдущими отношениями. В надежде, что на этот раз все будет правильно, они идут на второе свидание. Но Лора и Райан не имеют ни малейшего представления о том, что должны сделать, чтобы это свидание прошло идеально.

## Сюжет
Случайное знакомство в ночном клубе сводит нервную Лору и неловкого Райана. Герои договариваются пойти на второе свидание. А когда время встречи приближается — каждый из молодых людей начинает нервничать. У них практически нет опыта в романтических отношениях. Подготовить их к встрече берутся искушенные друзья. Насколько плохо может в итоге пройти второе свидание и что на нем можно потерять? Райан и Лора скоро узнают это.

## В ролях
- Джордж Маккей — Райан
- Александра Роуч — Лора
- Майкл Соча — Дэн
- Наоми Уиллоу — видеоблоггер
- Джиллиан Элиза — Вэл
- Эмма Кэтрин Ригби — Тафтсас Тафтс
- Холли Демпси — Бьянка
- Кае Александр — Тали
- Том Белл — Адам
- Том Палмер — Джеймс

## Критика
Фильм получил преимущественно низкие оценки кинокритиков. На сайте Rotten Tomatoes у него 50 % положительных рецензий на основе 10 отзывов. Сандра Холл из The Sydney Morning Herald поставила фильму 3 звезды из 4.